# Samsung Star TV

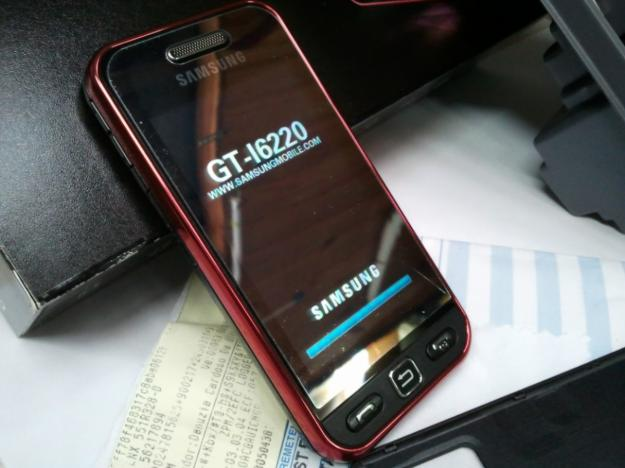
Samsung GT-S5233T (2: GT-I6220)

Samsung Star TV (индекс модели GT-S5233T) — бюджетный смартфон от компании Samsung Electronics, представленный в мае 2010 года и предназначенный главным образом для продаж в Китае. Представляет собой улучшенную версию смартфона Star. Отличительной особенностью данного аппарата является встроенный аналоговый ТВ-тюнер.

## Описание

### Внешний вид
Дизайн S5233T типичен для компании и практически идентичен модели S5230, имеет сходство с Samsung WiTu. Устройство выглядит строго и без излишеств. На задней панели имеется рисунок из точек, аппарат шероховатый на ощупь, передняя панель глянцевая. Задняя крышка и аккумулятор съёмные.

### ТВ-приёмник
Главная особенность Samsung Star TV — аналоговый телевизионный приёмник. В связи с этим девайс оснащён выдвижной антенной. Смартфоны со встроенным телевизором были популярны в Китае, и Star TV, ориентированный на китайский рынок, был предназначен на конкуренцию с ними.
Поддерживаются запись эфира в разрешении 320х240, выбор избранных телеканалов, а также отключение картинки, благодаря чему некоторые телепередачи (например, новости) можно слушать как радио.

### Отличия от Samsung Star
- Наличие ТВ-приёмника и выдвижной антенны.
- Более высокое качество экрана: несмотря на полностью идентичные числовые параметры, отмечается, что экран в Star TV лучше.
- Небольшие изменения дизайна: на центральной клавише изображена стрелка «назад», а под экраном появилась надпись «Mobile TV».
- Доступна версия чёрно-красного цвета.

## Технические характеристики
| Общие характеристики                        | Общие характеристики                                                              |
| ------------------------------------------- | --------------------------------------------------------------------------------- |
| Стандарт                                    | GSM 850/900/1800/1900                                                             |
| Тип                                         | моноблок                                                                          |
| Тип корпуса                                 | пластик                                                                           |
| Уровень SAR                                 | 1,1Вт/кг                                                                          |
| Вес                                         | 92 г                                                                              |
| Размеры (ШxВхТ)                             | 3x14x1см                                                                          |
| Звонки                                      |                                                                                   |
| Тип мелодий                                 | 64-голосная полифония                                                             |
| Виброзвонок(встроенный вибратор)            | есть                                                                              |
| Связь                                       |                                                                                   |
| Интерфейсы                                  | USB, Bluetooth 2.1                                                                |
| Доступ в интернет                           | WAP, GPRS, EDGE, POP/SMTP-клиент, IMAP4                                           |
| Использование в качестве USB-накопителя     | есть                                                                              |
| Сообщения                                   |                                                                                   |
| SMS                                         | шаблоны сообщений                                                                 |
| MMS                                         | есть                                                                              |
| Другие функции                              |                                                                                   |
| Громкая связь (встроенный динамик)          | есть                                                                              |
| Управление                                  | голосовые метки                                                                   |
| Режим полета                                | есть                                                                              |
| Mobile Tracker                              | есть                                                                              |
| Дополнительная информация                   |                                                                                   |
| Особенности                                 | мобильное телевидение                                                             |
| Экран                                       |                                                                                   |
| Тип экрана                                  | цветной TFT экран, 256 тыс. цветов, сенсорный                                     |
| Тип сенсорного экрана                       | резистивный                                                                       |
| Диагональ                                   | 3                                                                                 |
| Размер изображения                          | 240x400 пикс.                                                                     |
| Мультимедийные возможности                  |                                                                                   |
| Фотокамера                                  | 3.2Мп                                                                             |
| Дополнительные функции камеры               | цифровой Zoom −3x                                                                 |
| Воспроизведение видео                       | 3gp, MP4                                                                          |
| Запись видеороликов                         | есть (MPEG4, H.263), макс. разрешение — 320x240, макс. частота кадров в сек. — 15 |
| Аудио                                       | WAW, AAC, WMA, MP3 FM-Radio                                                       |
| Игры                                        | есть                                                                              |
| AV-выход                                    | нет                                                                               |
| Память                                      |                                                                                   |
| Объём встроенной памяти                     | 80Мб                                                                              |
| Поддержка карт памяти                       | SD, объёмом до 8Гб                                                                |
| Питание                                     |                                                                                   |
| Тип аккумулятора                            | AB603443CU (Li-ion 3.7V)                                                          |
| Ёмкость аккумулятора                        | 1000 мАч                                                                          |
| Время разговора                             | 5 ч                                                                               |
| Время ожидания                              | 250 ч                                                                             |
| Записная книжка и органайзер                |                                                                                   |
| Записная книжка в аппарате                  | 2000 номеров                                                                      |
| Поиск по книжке                             | да                                                                                |
| Обмен между SIM-картой и внутренней памятью | да                                                                                |
|                                             |                                                                                   |

## Недостатки телефона
- Поскольку на данной модели телефона предусмотрено добавление нескольких будильников с индивидуальными параметрами, то было замечено, что при отключении какого-либо будильника, установленная на отключаемом будильнике песня сбрасывается и устанавливается та мелодия, которая стоит по умолчанию для всех звонков.
- Следующая проблема также связана с будильником. Установленная песня играет всего 30 секунд, после чего обрывается.
- При переключении USB в режим съёмного диска и последующем его отключении, память по умолчанию (настройки → память) сбивается с карты памяти на телефонную.
- Записи видео на встроенную камеру или записи программ с тв-тюнера, произведённые на карту памяти microSD, отличаются так называемыми «тормозами» (каждую секунду видеоролик притормаживает). Чтобы избавиться от этой проблемы, необходимо в настройках видеокамеры указать тип памяти «Телефон», а в настройках мобильного тв — «Память телефона».
- Некоторые Java-приложения размером более 500 КБ на телефон не устанавливаются. Чтобы избавиться от этой проблемы нужно: установить приложение, выключить и включить телефон и снова запустить данное приложение.
- Загрузка виджетов рабочего стола на старых версиях прошивки возможна только из интернета.
- «Холодная» замена карты памяти microSD (отсек для флешки расположен за аккумулятором).
- Слишком быстрая разрядка АКБ при совершении ресурсоемких задач (плеер, радио, java-приложения, телевизора и т. п.)
- Со временем экран перестаёт реагировать на прикосновения. Исправить эту проблему можно лишь только заменив экран на новый (чаще всего просто заменой тачскрина).